# 蒂斯伯里 (麻薩諸塞州)
蒂斯伯里（英語：Tisbury）是一個位於美國麻薩諸塞州杜克斯縣的鎮。

## 人口
根據2020年美國人口普查的數據，蒂斯伯里的面積為49.50平方千米，當中陸地面積為16.90平方千米，而水域面積為32.60平方千米。當地共有人口4815人，而人口密度為每平方千米97人。